# Р-13-300
Р-13-300 — авіаційний турбореактивний двигун. Серійно випускався на АТ «Уфимському моторобудівному ВО» із 1968 до 1986 рр. Встановлювався на ряд модифікацій МіГ-21 (МіГ-21СМ, МіГ-21СМТ, МіГ-21МФ) та Су-15М, Су-15ТМ.

## Конструкція
Двигун із форсажною камерою виконаний за двохвальною схемою з триступінчатим компресором низького тиску і п'ятиступеневим компресором високого тиску. Форсажна камера з радіально-кільцевими стабілізаторами має теплозахисний екран, перфорований отворами малого діаметра.

## Модифікації
- Р13Ф-300 — на двигуні встановлена нова форсажна камера з трьома кільцевими стабілізаторами і додатковий форсажний насос. Сопло має додатковий теплозахисний екран. Ці конструктивні зміни дозволяють експлуатацію двигуна в «надзвичайному режимі» (режим підвищеної форсованої тяги).
- Р13Ф2-300 — з максимальною тягою 6600 кгс призначений для Су-15ТМ.

Р13-300 виготовлявся у Китаї з 1978 р. під маркою WP-13. Призначався для установки на літаки F-8 та F-7. Відомі наступні модифікації:
- WP-13A II — у двигуні введено охолодження лопаток турбіни високого тиску, модифіковані камера згоряння і форсажна камера. Довжина двигуна стала більшою на 550 мм, а маса — зменшилася на 10 кг.
- WP-13F — підвищено ступінь стиснення в компресорі, збільшилася витрата повітря. Встановлювався на винищувачі F-7MG.